# ماركو جالودزي
ماركو جالودزي (بالإيطالية: Marco Gallozzi)‏ (27 يوليو 1988 بفروزينوني في إيطاليا - ) هو لاعب كرة قدم إيطالي في مركز الوسط. لعب مع كييفو فيرونا ونادي إمبولي ونادي بادوفا ونادي ريجينا وFC Matera ‏ وASD Città di Foligno 1928 ‏ وL'Aquila 1927 ‏ ونادي غوبيو.

## وصلات خارجية
- ماركو جالودزي على موقع قاعدة بيانات كرة القدم.إي يو (الإنجليزية)